# Cantón de Étrépagny
El cantón de Étrépagny era una división administrativa francesa, que estaba situada en el departamento de Eure y la región de Alta Normandía.

## Composición
El cantón estaba formado por veinte comunas:
- Chauvincourt-Provemont
- Coudray
- Doudeauville-en-Vexin
- Étrépagny
- Farceaux
- Gamaches-en-Vexin
- Hacqueville
- Heudicourt
- La Neuve-Grange
- Les Thilliers-en-Vexin
- Le Thil
- Longchamps
- Morgny
- Mouflaines
- Nojeon-en-Vexin
- Puchay
- Richeville
- Sainte-Marie-de-Vatimesnil
- Saussay-la-Campagne
- Villers-en-Vexin

## Supresión del cantón de Étrépagny
En aplicación del Decreto n.º 2014-241 de 25 de febrero de 2014, el cantón de Étrépagny fue suprimido el 22 de marzo de 2015 y sus 20 comunas pasaron a formar parte del nuevo cantón de Gisors.